# Za križen

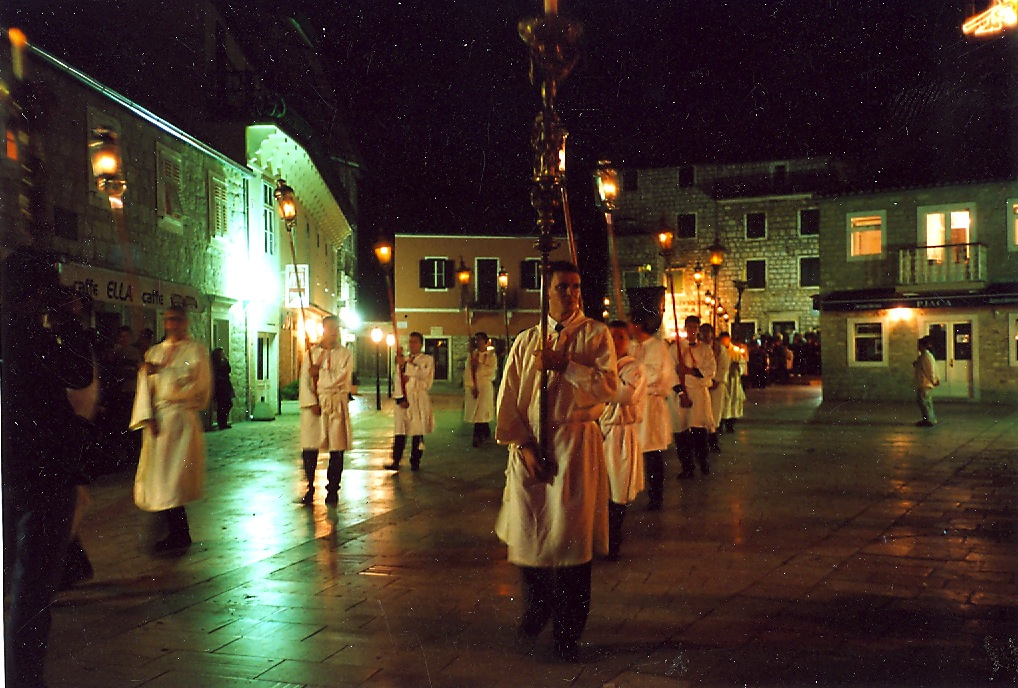
Za Križen

Za Križen (chorvatsky, česky Za křížem, anglicky Following the Cross) je římskokatolická velikonoční pouť, konaná v noci ze Zeleného čtvrtku na Velký pátek mezi obcemi Jelsa, Pitve, Vrisnik, Svirče, Vrbanj a Vrboska na chorvatském ostrově Hvaru. Procesí z každé obce se vydávají po večerní mši na dvacet pět kilometrů dlouhou okružní pouť výše uvedenými obcemi, která se pátečního rána po osmi hodinách vrací do výchozího kostela. Během noci se jednotlivá procesí nesmějí potkat.
Procesí se účastní pouze laičtí farníci. Kněží zůstávají ve svém kostele a postupně vítají jednotlivá procesí.
V procesí je nesen kříž. Čestná funkce nositele kříže byla dříve udělována členům místních křesťanských bratrstev. Dnes je nositel volen z místní komunity podle svých zásluh a zásluh jeho rodiny. Funkce bývá obsazena na mnoho let dopředu. Nositele doprovází dva pomocníci, poutníci s lucernami a pět zpěváků. Zpěváci v každém navštíveném kostele zpívají Nářek Panny Marie. Všichni tito účastníci jsou oblečeni do tunik. Pouti se dále účastní místní obyvatelé i hosté ze zahraničí.
Funkce nositele kříže je i fyzicky velmi náročná, kříž váží až 18 kilogramů a jeho nositel absolvuje celou pouť bez bot, obut pouze ve vlněných ponožkách. Navíc závěrečných asi sto metrů do domovského kostela nositel s křížem běží.
Tradice je stará pět století. První písemná zmínka o ní je z roku 1658.
Tento obyčej byl zapsán jako Mistrovské dílo ústního a nehmotného dědictví lidstva do seznamu UNESCO v roce 2009.